# Gus Grissom
Virgil Ivan "Gus" Grissom (Mitchell, 3 de abril de 1926 — Cabo Kennedy, 27 de janeiro de 1967) foi um astronauta e piloto da Força Aérea dos Estados Unidos, integrante do primeiro grupo de sete astronautas do Projeto Mercury, o primeiro Programa espacial dos Estados Unidos.
Grissom foi o segundo norte-americano a ir ao espaço, num voo sub orbital, a bordo da cápsula espacial Liberty Bell 7, em 21 de julho de 1961. O seu voo por pouco não terminou de forma trágica, após a descida no oceano, quando a porta da cápsula se abriu, enchendo de água e afundando a nave no mar, quase matando Grisson por afogamento.
Em 1965, comandou a primeira nave com tripulação dupla dos Estados Unidos, a Gemini III, subindo ao espaço em companhia do astronauta John Young.
Em 27 de janeiro de 1967, morreu no interior do Módulo de Comando da Apollo 1, na base de lançamento, no Cabo Canaveral, durante treinamento, em companhia dos astronautas Ed White e Roger Chaffee.
Seu corpo foi enterrado no Cemitério Nacional de Arlington, em Washington D.C.. Até a atualidade, Grissom figura como sendo o astronauta profissional estadunidense que menos tempo permaneceu no espaço: 4 horas e 52 minutos, acumulados em duas missões.